# Olive Hill (Kentucky)
Olive Hill es una ciudad ubicada en el condado de Carter en el estado estadounidense de Kentucky. En el Censo de 2010 tenía una población de 1599 habitantes y una densidad poblacional de 339,03 personas por km².

## Geografía
Olive Hill se encuentra ubicada en las coordenadas 38°18′22″N 83°10′6″O / 38.30611, -83.16833. Según la Oficina del Censo de los Estados Unidos, Olive Hill tiene una superficie total de 4.72 km², de la cual 4.65 km² corresponden a tierra firme y (1.48%) 0.07 km² es agua.

## Demografía
Según el censo de 2010, había 1599 personas residiendo en Olive Hill. La densidad de población era de 339,03 hab./km². De los 1599 habitantes, Olive Hill estaba compuesto por el 98% blancos, el 0.13% eran afroamericanos, el 0.13% eran amerindios, el 0% eran asiáticos, el 0.13% eran isleños del Pacífico, el 0.25% eran de otras razas y el 1.38% pertenecían a dos o más razas. Del total de la población el 0.94% eran hispanos o latinos de cualquier raza.